# Duizend Appels

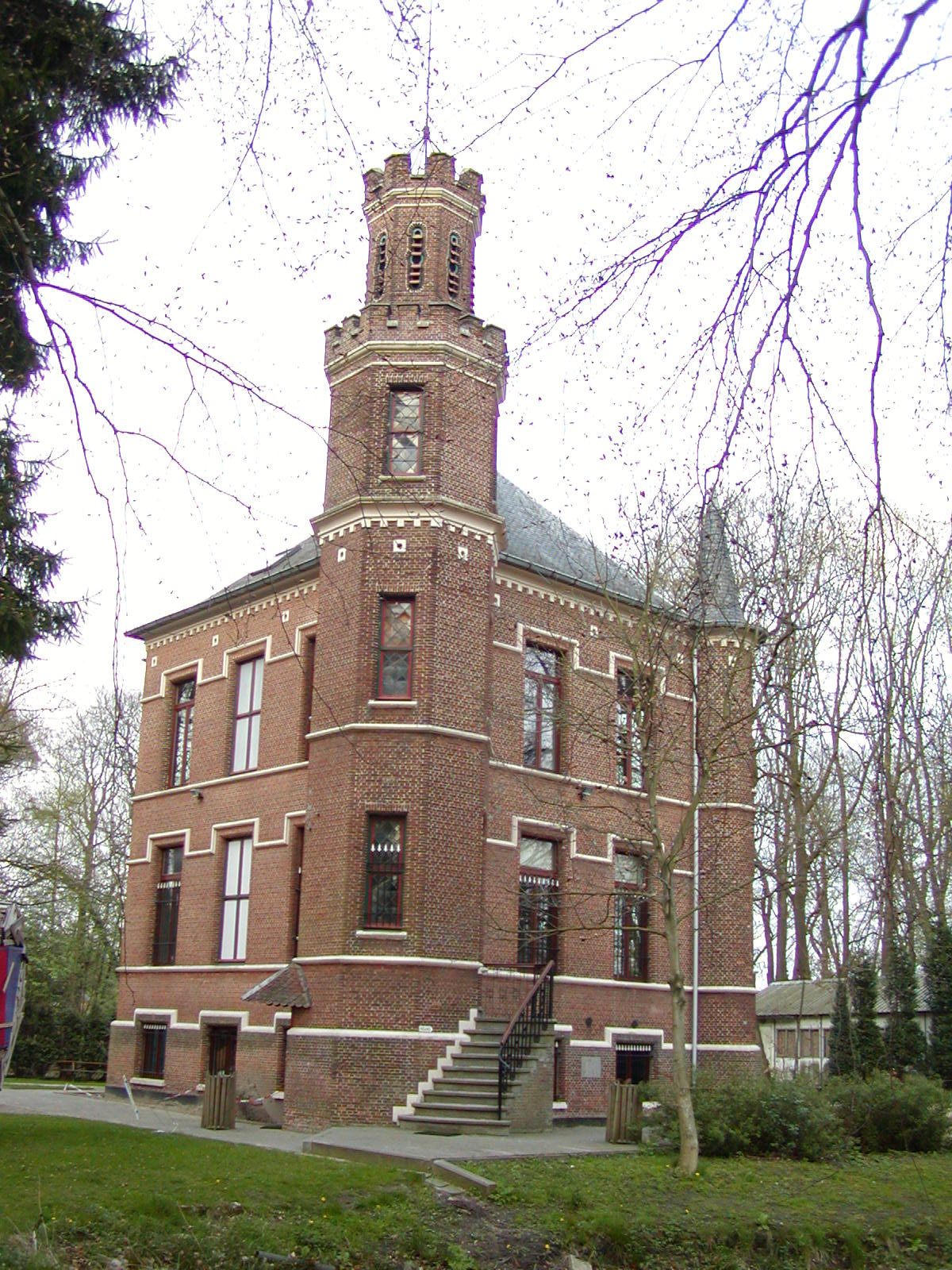
Het kasteeltje

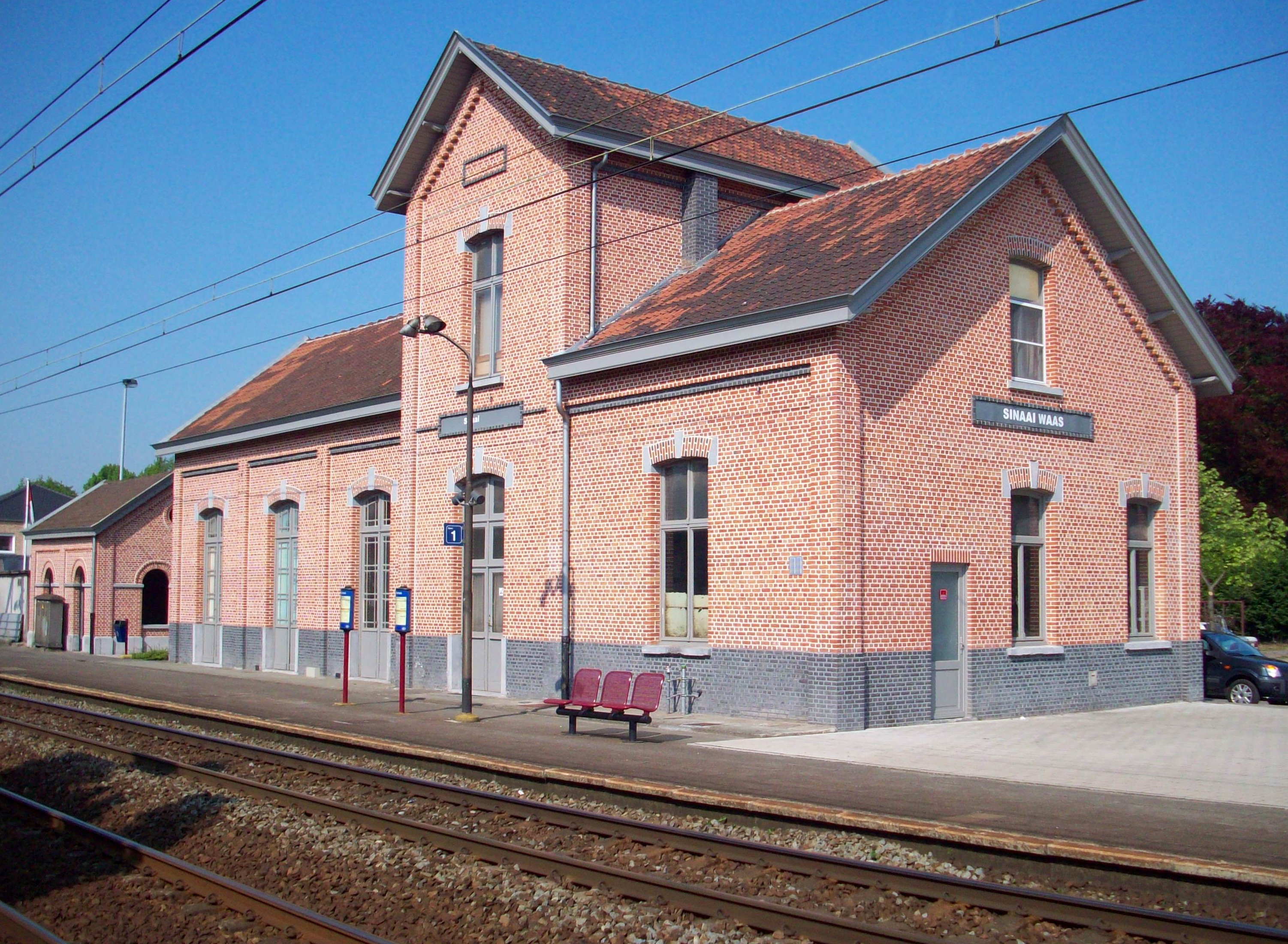
Het stationsgebouw

Duizend Appels is een wijk die behoort bij de Oost-Vlaamse plaatsen Belsele, Sinaai en Waasmunster.
In 1849 werd een station geopend op de spoorlijn van Gent naar Antwerpen. Dit station, gelegen in Belsele, stond tot 1909 bekend als: Station Mille Pommes, naar een café in de buurt, dat In de Duysendt Appelkens heette. De naam werd veranderd in station "Sinaai" omdat er in Belsele al twee stations waren met de plaatsnaam Belsele in de naam en omwille van de ligging tegen Sinaai.
In 1858 kocht advocaat Frans Bellemans een landgoed en liet er in 1865 een kasteel bouwen.
Het café, met nog vele andere, markeerde de plaats waar de gemeenten Sinaai, Waasmunster en Belsele aan elkaar grensden en waar tol moest worden betaald. Verdere middelen van bestaan waren vlasverwerking, een distilleerderij en een zuivelfabriekje.
Tijdens de bezetting in de Tweede Wereldoorlog kwamen de nazi's, die te Waasmunster een vliegveld hadden gebouwd, in groten getale naar de cafés, die daardoor van karakter veranderden en waar soms ook prostitutie werd bedreven. Dit bleef zo na de bevrijding in 1944.
De aanleg en uitbouw van verkeerswegen betekende ook het einde voor In de Duysendt Appelkens, dat de uitbreidingsplannen in de weg stond en werd gesloopt. De leefbaarheid van de wijk kwam in het gedrang.
Het kasteeltje en het domein, dat vanaf de jaren 30 van de 20e eeuw aan verwaarlozing was prijsgegeven, werd door mevr. Bellemans-De Brabandere geschonken aan de Minderbroeders, die er de Sint-Franciscuskerk bouwden en hun intrek in het kasteel namen. Begin jaren 90 van de 20e eeuw vertrokken de paters weer. Wat bleef waren de bordelen en nachtbars langs de drukke weg.
In de wijk bloeide nog wel het verenigingsleven.

## Nabijgelegen kernen
- Sinaai, Lokeren, Belsele, Waasmunster

Deelgemeenten: Belsele · Nieuwkerken-Waas · Sinaai · Sint-Niklaas

Overige plaatsen en wijken: Baenslandwijk · Clementwijk · Dillaertwijk · Driegaaien · Driekoningenwijk · Drielinden · Duizend Appels · Eindeken · Elisabethwijk · Fabiolawijk · Godschalk · Hertjen · Hoogkameren · Kettermuit · Kletterbos · Krekel · Molenwijk · Ossenhoek · Patotterij · Populierenwijk · Priesteragiewijk · Puivelde · Stationswijk · Ster · Tereken · Valk · Vlijminckshoek · Vossekot · Vosselwijk · Watermolenwijk · Westakkers · Wijnveld · Zwaanaarde

Belgische gemeenten · Arrondissement Sint-Niklaas · Oost-Vlaanderen · Vlaanderen